# Dalking
Dalking ist ein Gemeindeteil der Gemeinde Weiding im Landkreis Cham des Regierungsbezirks Oberpfalz im Freistaat Bayern.

## Geografie
Dalking liegt 2 Kilometer nordwestlich von Weiding und 800 Meter nördlich der Bundesstraße 20. Westlich von Dalking erhebt sich der 502 Meter hohe Dachsberg und nördlich der 453 Meter hohe Döbersinger Berg. Nordöstlich von Dalking mündet der von Nordwesten kommende Grüblbach in den Zelzer Bach, der von Norden nach Süden östlich von Dalking verläuft.

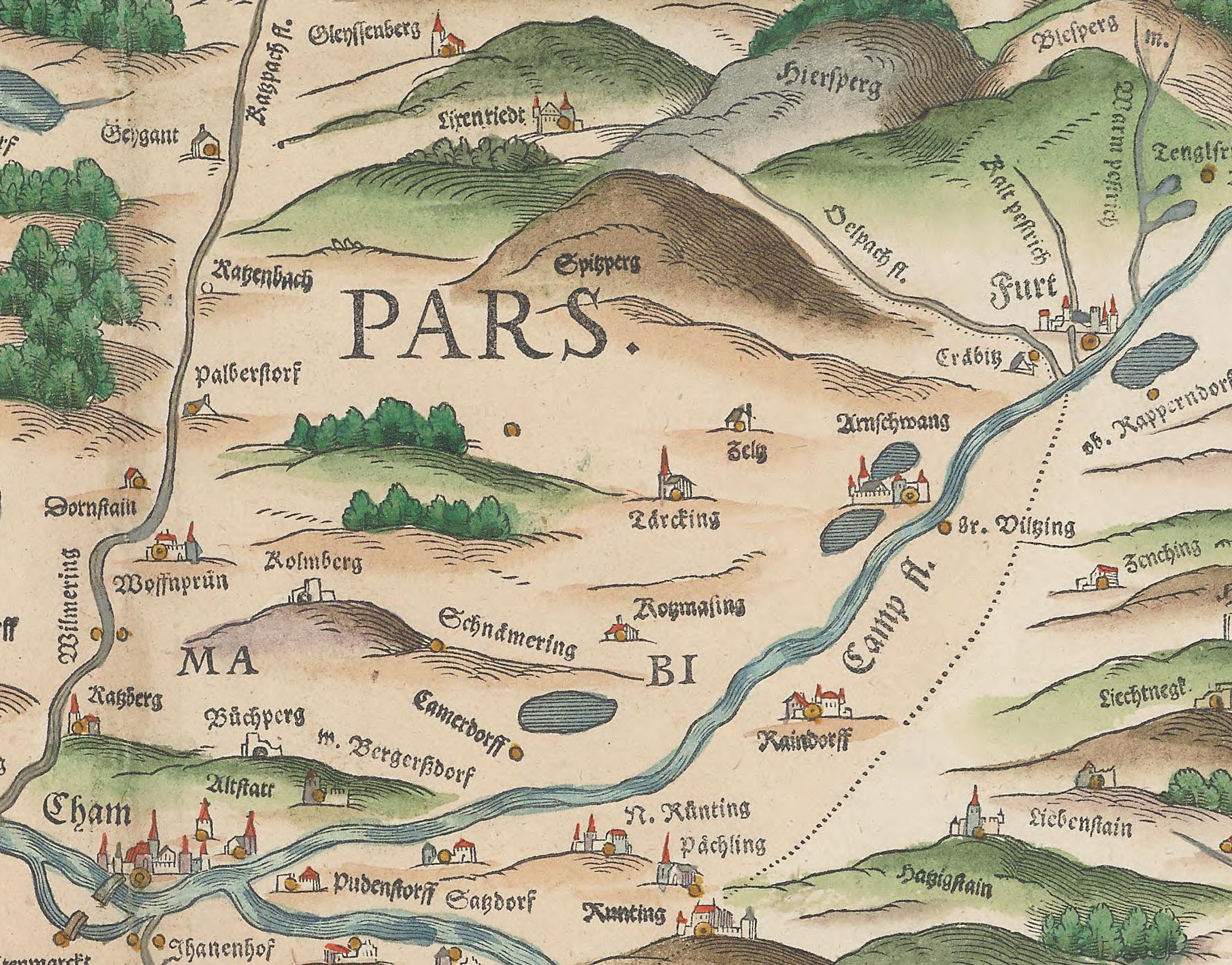
Dalking auf der Apian-Karte von 1568

## Geschichte
Dalking liegt in der Cham-Further Senke, die sowohl als Handelsstraße als auch als militärischer Aufmarschraum seit frühester Zeit Bedeutung hatte. Sie war zunächst im Besitz der Merowinger, dann der Agilolfinger. Nach Absetzung von Tassilo III. im Jahr 788 folgte den Agilolfingern das ostfränkische Königtum und im 10. Jahrhundert das deutsche Königtum. Damit wurde das Gebiet der Cham-Further Senke zum Königsland, dem Campriche. Hier wurde nun eine neue wehrpolitische Organisation geschaffen, die ein Gegengewicht zum böhmischen Chodenwesen darstellte. Besondere Bedeutung hatte in diesem Zusammenhang die Burg Cham. Im 11. Jahrhundert entstand zur weiteren militärischen Befestigung des Grenzlandes rund um die Burg Cham ein dichtes Befestigungsnetz weiterer Burgen. Zu diesen Burgen gehörte auch die Burg Dalking. Die Inhaber dieser Burgen waren Ministerialen der Markgrafen von Cham.
Dalking wurde vor 1269 im zweiten Herzogsurbar aufgezählt, zusammen mit Weiding, Reisach, Faustendorf und Döbersing.
1666 wurde in Dalking von den Nothafft ein Benefizium gestiftet und 1697 wurde es zur Pfarrei erhoben.
1752 gehörte Dalking zum Hinteren Amt des Gerichtes Cham. Dalking hatte 18 Anwesen, darunter die Ortskirche, einen Wirt und ein Gemeinde-Hüthaus. Eigentümer waren Grammel, Kolbeck, Dobmayr, Lindner, Baumann, Bartl, Lösch, Gruber, Strasser, Diez, Muh, Stritter, Schmälzl, Fink, Kramer.
1808 wurde die Verordnung über das allgemeine Steuerprovisorium erlassen. Mit ihr wurde das Steuerwesen in Bayern neu geordnet und es wurden Steuerdistrikte gebildet. Dabei wurde Dalking Steuerdistrikt. Der Steuerdistrikt Dalking bestand aus den Ortschaften Dalking, Döbersing, Gschieß und Reisach. 1821 wurden im Landgericht Cham Gemeinden gebildet. Dabei wurde Dalking landgerichtsunmittelbare Gemeinde. Sie war mit dem Steuerdistrikt Dalking identisch.
Ab 1867 gehörten zur Gemeinde Dalking die Dörfer Dalking, Döbersing und Reisach, die Weiler Gschieß und Zelz und die Einöde Dürnwies⊙. Ab dem Ortsverzeichnis von 1904 wurde die Einöde Dürnwies nicht mehr aufgeführt, nur noch in der Kirchenmatrikel von 1916. Der Name der Einöde Dürrnwies ist bis in die Gegenwart in der Dürrnwiesstraße von Reisach nach Dalking erhalten. Am 1. Mai 1978 wurde die Gemeinde Dalking nach Weiding eingemeindet.

## Pfarrei Dalking
Dalking gehörte zunächst zur Pfarrei Arnschwang. 1697 wurde es zur Pfarrei erhoben. Sein erster Pfarrer war bis 1702 Johann Michael Göltinger. Die Pfarrei Dalking umfasste die Ortschaften Dalking, Balbersdorf, Döbersing, Dürrnwies, Friedendorf, Großpinzing, Gschieß, Habersdorf, Kleinpinzing, Klinglhof, Pinzing, Reisach, Rettenhof, Steinwies⊙ (heute noch Straßenname am Westrand von Dalking), Weiding, Zelz. 1924 wurden Balbersdorf und Klinglhof und 1962 Habersdorf nach Waffenbrunn umgepfarrt. Die 1886 an Stelle einer Kirche aus dem 18. Jahrhundert erbaute Pfarrkirche von Dalking wurde 1965 durch eine größere Kirche ersetzt. 1997 bestand die Pfarrei Dalking aus den Ortschaften Dalking, Döbersing, Friedendorf, Gschieß, Pinzing, Reisach, Rettenhof, Schlammering, Weiding und Zelz. Ihr gehörten insgesamt 1774 Katholiken und 127 Nichtkatholiken an. 1997 hatte Dalking selbst 340 Katholiken.

## Einwohnerentwicklung ab 1838
| Jahr | Einwohner | Gebäude |
| ---- | --------- | ------- |
| 1838 | 210       | 24      |
| 1861 | 190       | 77      |
| 1871 | 167       | 88      |
| 1885 | 187       | 27      |
| 1900 | 202       | 33      |
| 1913 | 203       | 31      |

| Jahr | Einwohner | Gebäude |
| ---- | --------- | ------- |
| 1925 | 213       | 31      |
| 1950 | 300       | 44      |
| 1961 | 203       | 49      |
| 1970 | 215       | k. A.   |
| 1987 | 365       | 102     |
| 2011 | 457       | k. A.   |

## Sehenswürdigkeiten und Tourismus
In Dalking, Pfarrer-Lukas-Straße 18, steht ein denkmalgeschütztes spätbarockes Pestkreuz aus Granit, 1772, Viernageltypus auf geschweiftem Sockel mit Voluten und Engelsköpfen (Denkmalnummer D-3-72-174-4).
Der Bereich der Kath. Pfarrkirche St. Peter und Paul in Dalking ist als Bodendenkmal mit der Denkmalnummer D-3-6742-0116 ausgewiesen. Hier gibt es archäologische Befunde des Mittelalters und der frühen Neuzeit, darunter die Spuren von Vorgängerbauten und älterer Bauphasen.
In der Umgebung der Kirche befinden sich drei mittelalterliche Erdställe, die ebenfalls als Bodendenkmal gekennzeichnet sind. (Denkmalnummern: D-3-6742-0013, D-3-6742-0185, D-3-6742-0115)
Durch Dalking führt der Radweg Weiding-Gleißenberg. Er zweigt von den Fernradwegen des Chambtales ab:
- Ostbayerischer Jakobs-Radpilgerweg (Eschlkam-Regensburg-Donauwörth)[34][35]
- Chambtal-Radweg[36]
- München-Regensburg-Prag Radweg[37]